# Timagène
Timagène d’Alexandrie est un historien grec et un écrivain du Ier siècle av. J.-C. Il naît entre 80 et 75 av. J.-C. à Alexandrie, en Égypte, et meurt à Tusculum, près de Rome, dans le Latium. Sa date de décès reste inconnue mais se rapproche sans aucun doute de la fin du Ier siècle av. J.-C. On lui attribue trois œuvres historiques principales : Histoire d’Auguste, Histoire des Gaules et Histoire des Rois (racontant l’histoire d’Alexandre le Grand et de ses successeurs) [4].

## Biographie
Sa jeunesse reste peu connue. Né à Alexandrie d'un père banquier sous le règne du pharaon Ptolémée XII Aulète, il grandit dans un milieu plutôt aisé et avantageux. Lors de la prise de la ville par le général Romain Aulus Gabinius en 55 av. J.-C. , il est réduit en esclavage et amené à Rome [1]. Il est alors vendu à un aristocrate romain du nom de Faustus Cornélius Sylla, fils du célèbre dictateur romain Sylla [2][3]. Timagène est finalement affranchi, on suppose à la mort de Faustus Sylla vers 46 av.J.-C [2][4] .  
Il décide alors d'ouvrir une école de rhétorique à Rome et se forge alors une réputation, s'attirant la protection des grands hommes de l'époque comme Pollio ou Auguste [1] . Ce dernier décide de faire de Timagène son historiographe et le fait rejoindre son cercle privé où se trouvent de nombreux auteurs, ainsi que des médecins. Timagène commence donc l'écriture d'Histoire d'Auguste. Mais en raison de ses prises de positions et de ses opinions vis-à-vis d'Auguste et de son entourage, une dispute éclate entre les deux parties . Il est expulsé du palais et finit par brûler, par dépit, le livre demandé par Auguste [1][4]. 
Il part donc pour Tusculum, dans le Latium, chez son ami et protecteur Asinius Pollio où il écrit Histoire des Gaules et Histoire des Rois [2] [3]. Il meurt finalement en s’étouffant vers la fin du Ier siècle av. J.-C. [4]

## Œuvres
Selon les dires de ses successeurs (historiens, chroniqueurs), il a composé :
- une Histoire des Gaules, qui est perdue ;
- une Histoire des Rois, c'est-à-dire d'Alexandre le Grand et de ses successeurs, qui est également perdue ;
- une Histoire d'Auguste, qu'il brûla, irrité de sa disgrâce.

Il ne reste rien de lui, hormis ce qu'en ont cité ou copié d'autres auteurs après lui. 

## Authenticité
On ne sait pas si les raisons énoncées sont les vrais motifs de la dispute, ou si celles-ci ont été inventées par les autres auteurs pour attribuer à Timagène des œuvres contre Auguste. Il est considéré pendant longtemps comme un historien anti-empereur. On lui attribue ce titre non par rapport à ses œuvres mais à sa réputation. 
Sénèque décrit Timagène comme ayant «la langue fourchue » ou encore comme un homme disposant « d’une trop grande liberté de parole » [5].
Quintilien le proclamait le « Restaurateur de l'histoire ».
Les auteurs qui l'ont suivi semblent lui accorder un crédit de bon historien, mais il est parfois contesté. Par exemple Ammien Marcellin [6] le cite comme suit :
« Quelques-uns ont assuré que les premiers hommes que l'on vit dans ces contrées (la Gaule) étaient des aborigènes appelés Celtes, du nom d'un roi qu'ils aimaient beaucoup, et Galates de Galata sa mère. D'autres ajoutent que les Doriens qui suivirent le plus ancien des hercules, habitèrent les bords de l'océan. Les Druites se souviennent qu'en effet une partie de ce peuple était indigène, mais que des étrangers chassés de leurs foyers par des guerres fréquentes et les vagues de l'impétueux Océan, vinrent des îles les plus éloignées et de pays situés au-delà du Rhin pour se joindre à eux. Quelques-uns disent encore qu'un petit nombre de Troiens, pour éviter les Grecs qui étaient répandus partout, occupèrent cette contrée qui était déserte (Aiunt quidam paucos post excidium Troiae fugitantes Graecos ubique dispersos loca haec occupasse tune vacua) ;  les habitants même assurent plus que personne, ce que nous avons vu gravé sur leurs monumens, qu'Hercule, fils d'Amphirtrion, se hâta de détruire les tirans Gérion et Tauriscus, dont l'un ravageait l'Espagne et l'autre la Gaule (...) »